# Daniell-element
Et Daniell-element er en form for elektrokemisk celle som virker som en form for batteri. Det blev opfundet af John Frederic Daniell (12. marts 1790 i London – 13. marts 1845). Det virker ved at kemisk energi i cellen bliver omdannet til elektrisk energi som man så kan udnytte ved at lede den igennem et ydre kredsløb. Denne form for celle består af en elektrolyt og to elektroder (også kaldet poler, eller anode og katode). Når disse to poler bliver forbundet kan man så trække elektroner fra den ene til den anden og på den måde skabe en spænding i mellem dem. Den teoretisk spænding man ville kunne få ud af et Daniell-element er 1,1V ved brug af 1,0M zinksulfatopløsning og kobbersulfatopløsning.
{\displaystyle Zn(s)+Cu^{2+}(aq){\text{ → }}Zn^{2+}(aq)+Cu(s)}
Måden hvorpå dette er udregnet er ved brugt af de to stoffers standard-elektrodepotentialer ved 25oC:
{\displaystyle U_{0}=e_{h}-e_{v}}
{\displaystyle U_{0}=0,34V-(-0,76V)}
{\displaystyle U_{0}=1,1V}
Eh og Ev står for henholdsvis den højre og venstre del af et celle diagram. Et celle diagram er en måde hvorpå man kan nedeskrive celler som f.eks. et Daniell-element. I dette tilfælde med zink og kobber vil det se sådan her ud:
Zn(s) | Zn2+(aq, 1,0M) || Cu2+(aq, 1,0M) | Cu(s)